# MEMORABLE (千歳サラのアルバム)
『MEMORABLE』（メモラーブル）は、千歳サラのオリジナルミニアルバム。2015年5月29日にKEYTONEから発売された。

## 収録曲
1. IyRiCal [5:14]
  - 作詞：千歳サラ、作曲・編曲：清水永之
2. GLIMMER [3:37] 
  - 作詞：千歳サラ、作曲：Yo-Hey、編曲：宮崎京一
3. Changed Myself [3:48] 
  - 作詞：千歳サラ、作曲：Yo-Hey、編曲：宮崎京一
4. アルカディア（Ballad ver.） [5:15]
  - 作詞：千歳サラ、作曲：宮崎京一、編曲：清水永之
5. DISCOTHEQUE [3:28]
  - 作詞：千歳サラ、作曲・編曲：宮崎京一
6. Miracle Flash [3:59]
  - 作詞：千歳サラ、作曲・編曲：清水永之
7. シアワセノミライ [4:18]
  - 作詞：千歳サラ、作曲・編曲：宮崎京一